# Pterolophia ochreomaculata
Pterolophia ochreomaculata là một loài bọ cánh cứng trong họ Cerambycidae.